# Социология детства
Социология детства — отрасль социологии, объясняющая специфические конкретные действия, процессы в социуме в отношении детства, изучаемые с помощью специальной социотехники. Объект её — детство как структурный компонент общества, отражающий социальные и культурные изменения. Предметом изучения являются специфические роли «ребенок» и «взрослый», социальные нормы и предписания, регулирующие соответствующие роли, детская субкультура, процессы взаимодействия общества и детства, государственная политика в интересах детей.

## История социологии детства
Институционализация социологии детства связана с именем французского ученого, Ф. Арьеса, родоначальника,  (недоступная ссылка) истории детства, и его работой «Ребенок и семейная жизнь при Старом порядке», которая вышла во Франции в 1960 г. В отечественной науке в 1988 г. впервые опубликована книгаИ. С. Кона «Ребенок и общество», которая познакомила читателя с исследованиями Л.Демоза, М.Мид и других ученых.
Одним из ведущих междисциплинарных, но по преимуществу социологических, изданий, посвященных детству, стал выходящий с 1994 года «глобальный журнал исследований ребенка» Childhood . В 1998 г. в рамках Международной социологической ассоциации создан специальный Исследовательский комитет по социологии детства (RC 53), интересы которого тесно переплетаются с работой исследовательских комитетов по социологии воспитания, семьи и молодежи, а также ЮНИСЕФ .
И. С. Кон отмечает, что социология детства есть и в России. В 1996 г. опубликована книга С. Н. Щегловой «Социология детства».
C 2008 года начал свою работу Исследовательский комитет Российского общества социологов "Социология детства"

## Понятие детства
Детство — это социальное образование — совокупность объектов, событий, процессов, социальных институтов и социальных практик в отношении детей, выраженных в действиях и языке.
Детство — это развернутое во времени, ранжированное по плотности, структурам, формам деятельности и пр., социальное состояние, в котором взаимодействуют дети и взрослые. К детству нужно подходить как к «социальному формированию», встроенному в контекст социальных отношений, конкретных исторических интересов, также как способов вхождения в определенную стадию возраста, которая должна характеризоваться пределами своей позиции в системе отношений между поколениями, причем решающей задачей в изучении детства будет расшифровка условий построения субъективности детства в пределах структуры процессов социализации.
Детство институционализировано в возрастных рамках от 0 до 18 лет, что зафиксировано в Федеральном законе «Об основных гарантиях по защите прав ребенка»  и в Конвенции ООН о правах ребенка . Выделяют 6 ступеней современного детства: младенчество, раннее детство, дошкольное детство, младший школьный возраст, подростковый возраст, ранняя юность.